# 대당창업기거주
《대당창업기거주》(大唐創業起居注)는 중국 당대(唐代)의 온대아(温大雅)가 찬한 편년체 역사서이다. 전3권.

## 개요
이 책은 수(隋) 대업(大業) 13년(617년), 당의 고조 이연 부자가 태원(太原)에서 거병한 때부터 무덕(武徳) 원년(618년), 당 왕조가 개창되기까지의 357일간의 사건들을 하루하루의 움직임에 따라 기술한 것이다.
저자 온대아(? - 628년경)는 자(字)가 언홍(彦弘)으로, 지금의 중국 산시성(山西省) 치현(祁県) 출신으로 알려져 있다. 수 왕조에서 동궁학사(東宮學士)와 장안현위(長安縣尉)를 지냈으며, 이연의 대장군부기실참군(大將軍府記室参軍)이 되어 문필 관련 업무를 도맡았다. 당 왕조 수립 뒤에는 황문시랑(黄門侍郞)・공부시랑(工部侍郞)・예부상서(禮部尙書)가 되었다.
무덕 원년(618년)에 성립된 것으로 보이며 원래 제목은 간단하게 《창업기거주》(創業起居注)이다. 표제가 맞다면 이것은 현존하는 가장 오래된 기거주인 셈이며, 또 당 왕조 수립 직후 그 당사자인 문관에 의해 정리된 기록이라는, 근본적인 1차 사료라는 말도 된다. 그 기술 내용은 모두 저자 온대아 자신이 보고 들은 것으로 작성되었으며, 그 점은 이 책의 사료 가치를 높여주는 요인으로 작용한다. 또한 고조 때에 대해 정리한 《고조실록》(高祖實錄) 이후의 사료는 태종 시대에 편찬된 것이다보니, 당 왕조 개창의 공적을 이세민의 활약으로 돌리는 듯한 서술 경향도 보이면서도, 당 고조나 은태자(隱太子) 건성(李建成)의 활약에 대해서도 이세민과 동등하게 다루고 있어, 실제 봉기의 상황을 기록한 것으로 여겨진다.
부분적인 면에서 《구당서》·《신당서》·《자치통감》과 다른 점이 있으므로 서로 교차 대조를 통해 검토할 필요가 있다. 또한 고조의 즉위에 대해서는 혜화(慧化)라는 비구니와 위원숭(衛元嵩)이 지어 퍼뜨렸다는 참언이 이미 나돌고 있었는데, 그 뒤에 딸린 기술이 하권의 마지막으로 보인다.

## 각 권의 내용
상(上)권
기의(起義) 즉 이연의 태원 거병에서 출발까지의 48일간의 사건들.
중(中)권
태원에서 거병하고 장안(長安)에 입성하기까지의 126일간의 사건들.
하(下)권
이연의 공제(恭帝) 섭정부터 선양과 즉위까지의 183일간의 사건들.